# Stockwood (Dorset)
Pour les articles homonymes, voir Stockwood.
Stockwood  est un village du Dorset, en Angleterre. Il est situé dans l'ouest du comté, à une douzaine de kilomètres au sud de la ville de Yeovil.

## Culture locale et patrimoine
L'église de Stockwood est dédiée à Edwold, un ermite du IXe siècle. Le bâtiment, reconstruit au XVe siècle, s'est vu adjoindre un porche du côté occidental et une tourelle en 1636. Mesurant 9,1 m de long sur 3,9 m de large, elle constitue l'une des plus petites églises d'Angleterre. Elle n'a plus de fonction religieuse et son entretien est assuré par le Churches Conservation Trust (en). Elle est protégée en tant que monument classé de grade I depuis 1961,.